# DGS (voetbalclub)
D.G.S. (Deventer Gymnasiasten Sportclub) was een amateurvoetbalvereniging uit de Nederlandse stad Deventer. De vereniging werd opgericht op in 1908 met de naam Quick. In 1909 werd de naam veranderd naar D.G.S.. Na twee seizoenen in de KNVB-competities te hebben gespeeld (1909/10 en 1919/11) werd de club in 1912 opgeheven.
ABS Bathmen · Colmschate '33  · Davo · DSC · de Gazelle · Go-Ahead · Go Ahead Eagles · Helios · IJsselstreek · VV Lettele · RDC · Sallandia · Schalkhaar · Sportclub Deventer · Turkse Kracht · Koninklijke UD

Voormalig: De CJV-ers · Daventria · Deventer · DGS · DOTO · Labor · Puck· RODA · VV WWV